# Kennedia beckxiana
Kennedia beckxiana är en ärtväxtart som beskrevs av Ferdinand von Mueller. Kennedia beckxiana ingår i släktet Kennedia och familjen ärtväxter. Inga underarter finns listade i Catalogue of Life.